# Omorashi

L'omorashi (オモラシ / おもらし / お漏らし) est un fétichisme sexuel originaire du Japon au cours duquel les participants éprouvent une excitation sexuelle à la vue d'une vessie pleine ou qui ressentent une attraction particulière pour une personne qui a déjà éprouvé cette sensation. Pour de tels fétichistes, l'orgasme survient lorsque la partenaire, gênée, perd le contrôle de sa vessie et commence à uriner. Hors du Japon, l'omorashi fait partie intégrante de l'urophilie. Les Occidentaux qui font la distinction entre urophilie et omorashi emploient des phrases comme « désespoir de vessie » ou « slip trempé » pour désigner l'omorashi. Le terme japonais d'omorashi veut dire « se mouiller » (litt. : fuite de liquide). Il est parfois écrit en alphabet latin omorasi selon la méthode Kunrei de romanisation.

## Omorashi et sexualité
La majorité des actes fétichistes concernant le gaspillage corporel sont considérés par le grand public comme de la « pornographie hard », un tabou ou un jeu à caractère sexuel se situant à la limite du credo SSC des adeptes du BDSM,. Quoi qu'il en soit, l'objet du fétichisme étant l'incontinence dans les vêtements, les vidéos d'omorashi ne contiennent pas de scène d'acte sexuel à proprement parler comme on peut en voir dans les vidéos pornographiques habituelles. Le centre d'intérêt étant les habits plutôt que les scènes de sexe, le fétichisme des vêtements occupe une place prépondérante dans la plupart des omorashi. Habituellement, la panoplie vestimentaire est composée d'uniformes d'écolière, d'habits professionnels féminins (ex. : infirmières) ainsi que toutes sortes de tenues donnant à la femme un aspect respectable avant qu'elle ne se mouille. Il existe de multiples façons de pratiquer l'omorashi au Japon.

### Yagaï
L'une de ces variantes est connue sous le nom de omorashi yagï (お漏らし野外, omorashi yagai) qui peut se traduire par « en extérieur » (ou en public). Dans une autre version, 'yanaï hônyo' (柳井放尿, yanai hōnyo) ou « uriner en public », l'actrice enlève publiquement son slip pour uriner. D'autres pratiquants du yagaï hônyo (野外放尿, yagai hōnyo) cherchent à uriner en public avec discrétion pour ne pas se faire prendre.

### Couches-culottes (pour adultes)
Une autre de ces variantes, l'omotsu omorashi (御襁褓お漏らし, omutsu omorashi), plus communément appelée oshime omorashi (御湿お漏らし), et qui peuvent se traduire l'une comme l'autre par « se mouiller dans une couche », est identique à l'omorashi standard à la différence près que les exécutantes portent des couches pour adultes au lieu de slips. Les couches paraissent plus indiquées du fait qu'elles rendent le fait d'uriner plus discret et éliminent l'aspect sale de l'acte. Enfin, leur utilisation ne se limite pas aux adeptes du fétichisme des couches-culottes. En effet, les fétichistes plus particulièrement intéressés par cet aspect de la culture, pourraient être considérés comme une variante japonaise de ce fétichisme.

### Revues fétichistes
En plus des nombreuses sociétés de services existantes pour assouvir les fantasmes des adeptes de l'omorashi, il existe une grande variété de revues avec lesquelles ces derniers peuvent ressentir du plaisir à la vue de scénarios impliquant le fait de se mouiller. Bien que ces revues renferment de l'authentique pornographie, la nature « pépère » de l'omorashi lui permet de se prêter aux productions de films et de variétés télévisées, à l'ecchi ainsi qu'à toutes sortes de distractions socialement acceptables.

### Films fétichistes
L'érotisme a progressivement fait son chemin dans la cinématographie japonaise au cours des années qui suivirent la Seconde Guerre mondiale. Le premier baiser de l'histoire du cinéma japonais (d'ailleurs pudiquement caché sous une ombrelle) en 1946 a causé un émoi dans toute la population. La représentation du nu était un sujet tabou dans les salles de spectacle japonaises comme dans le reste du monde tout au long des années 1940 ainsi qu'au début des années 1950. Les films d'Ingmar Bergman comme Un été avec Monika (1953), de Louis Malle (Les Amants, 1958) ou encore de Russ Meyer (L'Immoral Mr. Teas, 1959) affichant la nudité féminine sur la scène internationale ont été importés sans aucun problème au Japon. Cependant, jusqu'au début des années 1960, les films exhibant des femmes en tenue légère ou des scènes de sexe ne pouvaient être produits que par de studios marginaux tels que ceux décrits par Shōhei Imamura dans son film Le Pornographe (Introduction à l'anthropologie) (エロ事師たちより 人類学入門, Erogotachi yori Jinruigaku nyumon) (1966). C'est à cette époque qu'apparaît la vogue des films roses (Pinku eiga). Les scènes de nu et de sexe font leur apparition officielle dans la filmographie japonaise avec la production indépendante du premier film rose Flesh Market (Nikutai no Ichiba, 1962), écrit et réalisé par Satoru Kobayashi. Le film a coûté 8 millions de Yens (environ 59 000 €) et rapporté 100 millions de Yens (environ 735 000 €).
L'engouement pour les films roses n'ayant fait que croître, le sexe et la sexualité font leur apparition dans les films japonais traditionnels dès le début des années 1970. Le phénomène contraint beaucoup de studios (et non des moindres) à produire de tels films pour éviter de perdre leurs spectateurs. Certains de ces films sont devenus des succès grâce à des budgets importants et des acteurs talentueux. Afin d'éviter une censure japonaise très contraignante interdisant de montrer les organes génitaux pubiens et même la pilosité pubienne, les réalisateurs font appel au fétichisme sexuel qui permet de contourner de telles restrictions. Le Pensionnat des jeunes filles perverses de 1973 est le premier film à montrer un scénario omorashi à un public de salles obscures.
Les vidéos dévolues à l'omorashi font leur apparition au cours des années 1980. Bien des idoles du film pornographique leur ont prêté leur concours. La plus connue étant Sakura Sakurada. Néanmoins, et peut-être en raison de leur nature « soft », l'omorashi ne s'est pas cantoné uniquement à la production pornographique.

### Jeux télévisés
À l'heure actuelle, les fanatiques japonais de l'omorashi apprécient les jeux télévisés au cours desquels les concurrents parient de retenir leur urine. La série des Desperation Tournament (Tournois du désespoir) de la société Giga est un exemple parmi d'autres de ce genre de concours au cours duquel les concurrents tentaient de garder leur vessie pleine ou essayaient de deviner laquelle des concurrentes utiliserait les toilettes la première.

### Animes et mangas
Les productions japonaises d'omorashis couvrent également les bandes dessinées et les films d'animation. Certaines sont exclusivement axées sur des scénarios d'omorashis, d'autres n'incluent qu'occasionnellement de telles scènes. Certaines renferment des scènes à caractère manifestement sexuel et doivent être considérées comme une forme d'ecchi (Ｈ ou エッチ, H manga) alors que d'autres, comme Iinari! Aibure-shon sont des bandes dessinées réputées être visibles à tout âge présentant des panchiras (minijupes). Des animes renferment des scènes d'urophilie depuis Devilman, une série TV de 1970, sans cependant avoir le caractère pornographique des animes et omorashi qui caractérisent la production actuelle et n'étaient pas disponibles avant 1984, date à laquelle les lolicons ont été largement distribuées sous la forme de home-vidéos. Un exemple de ce contexte érotico-pornographique est l'anime intitulée Vixens qui met en présente des scènes d'urophilie dans un contexte ouvertement sexuel.

### Eroge
L'association d'omorashi et d'anime basées sur la domination féminine est à l'origine d'un certain nombre de jeux vidéo tels que Water Closet: The Forbidden Chamber spécifiquement axés sur de l'omorashi. La connaissance limitée de l'omorashi dans les pays occidentaux a incité un certain nombre de programmeurs à écrire des « patchs » soft pour traduire, en anglais, le scénario de ces jeux typiquement japonais.
Certains dessinateurs d'eroges ont misé sur la niche lucrative que représentent les accros de l'omorashi en incluant en des points du jeu des scènes d'urophilie. Par exemple, le jeu Maid in heaven Super S renferme une scène au cours de laquelle un personnage urine dans une couche. Cette scène a servi à créer d'autres personnages en PVC dans diverses postures d'omorashi fabriqués par la firme Giga Pulse (indépendante de la firme de vidéos portant le même nom).

### Articles de collection
Avec l'apparition de l'omorashi dans les mangas et son adoption par les Otakus (おたく/オタク), un certain nombre de sujets de collection ont envahi le marché : figurines papier toilette « Shizukuishi kyuun kyuun » imprimé de scènes à l'effigie de Shizukuishi, un personnage du manga Iinari! Aibure-shon, en train d'uriner.

## L'omorashi à l'étranger
Hormis le Japon, il existe une petite communauté s'intéressant à ce fétichisme qui est cependant largement surclassé par l'urophilie et l'urophagie plus « extrêmes ». À l'étranger, les fétichistes de l'omorashi sont habituellement rattachés à leur centre d'intérêt commun : le fétichisme du « désespoir » mais avec une distinction entre hommes et femmes. Quelques sites Internet de langue anglaise et axés sur l'omorashi féminin qualifient ce dernier de panty wetting (mouiller la culotte) abandonnant le mot « désespoir » qui implique un effort pour se retenir d'uriner. Ils préfèrent inclure du nu et des situations dans lesquelles des mannequins de charme urinent volontairement (contrairement à des incontinences accidentelles).
L'éthique occidentale concernant la sexualité n'étant pas aussi tolérante, les jeux impliquant l'incontinence urinaire sont souvent proscrits hors du Japon. Des études anglaises ont révélé que, pour une femme, le fait d'uriner au cours d'une activité sexuelle « est un acte banal, rarement volontaire », observé dans 24 % des cas. Bien plus, il n'a pas été détecté d'anomalie de la fonction urinaire en corrélation avec un tel symptôme. Cela laisse penser que de telles fuites d'urine sont à la fois normales et salutaires,

### Publications occidentales
En raison des résistances socio-culturelles rencontrées dans maints pays vis-à-vis de l'incontinence urinaire, l'omorashi n'a pas été favorablement accueillie par les médias en dehors du Japon. La censure de certains pays a même interdit ce genre de films. En Nouvelle-Zélande, créer, vendre ou distribuer (sur une page web personnelle, par exemple) un quelconque média « contenant des urines ou des excréments associés une conduite sexuelle dégradante » est un crime passible de dix ans d'emprisonnement,.

### Éditions
Un exemple en est la publication australienne Wet Set Magazine basé sur de l'omorashi et distribué à l'international. La page de couverture indique : 

« Wet Set Magazine est destiné aux filles qui apprécient l'émotion que leur apporte le fait de mouiller leur slip ou d'uriner dans leur lit ou dans des couches. Nos filles sont désespérées d'aller aux toilettes et préfèrent uriner dans leur culotte, ! »

Le magazine était, à l'origine, uniquement disponible en langue anglaise mais le nombre de lecteurs des pays germanophones de Wet Set a justifié une publication en allemand.
Bien que la revue Wet Set ne reconnaisse généralement pas l'importance du groupe d'accros de l'omorashi existant en Asie par rapport aux autres pays, certains occidentaux partisans de l'incontinence admettent une large influence asiatique. C'est ainsi qu'en février 2006, le poète américain Garrett Caples d'Oakland, Californie décrit la scène d'omorashi d'un film japonais dans la publication The Brooklyn Rail. L'inclusion de personnages féminins japonais dans les publications d'omorashi occidentales, en dehors de leur donner un aspect « authentique », peut être vue comme une tentative de jouer sur le stéréotype et la passivité prononcée des Japonaises avec leur côté « moe » et s'adressant à des partisans du fétichisme asiatique.

### Musique
Cat Chaser Conspiracy, un ensemble musical américain de punk rock composé de femmes, s'est fait un nom au cours des années 1960 et 1970 en mouillant leur slip pendant qu'elles chantaient. Il semblerait que quelques spectatrices urophiles auraient mouillé leur slip en les écoutant. Les photos des différents interprètes du groupe auraient été régulièrement publiées dans les pages du magazine Wet Set avant qu'il ne se dissolve en 1999. La seconde chanteuse, Moppet, paraissait du début de 1984 à la fin de 1989 en tant que mannequin dans divers albums photos,,,,.

De même, on peut entendre la chanson I Wet Myself par le groupe de heavy metal suédois Crucified Barbara dans un album de leurs débuts intitulé In Distortion We Trust : 

« Hé les mecs, j'ai mouillé ma culotte
Et comme c'est marrant, Vous devriez essayer aussi
Oh ouais, je me mouille. »